# Convocatoria I
Convocatoria (También llamado Convocatoria I) es el tercer álbum de estudio solista del músico argentino Claudio Gabis. Para este álbum Gabis invitó a varios artistas del rock argentino y español, contando con Charly García, Ricardo Mollo, Joaquín Sabina, Andrés Calamaro y León Gieco.

## Grabación y contenido
Habiendo pasado veinte años desde la edición de su último disco solista, Claudio Gabis vuelve a publicar un nuevo trabajo, contando con la participación de grandes artistas argentinos y españoles con los que ya había trabajado en ocasiones anteriores. Si bien había grabado otro trabajo solista durante ese período -Mudanzas en 1989- este aún no ha sido publicado.

## Composición
Este álbum contiene canciones propias tales como "Blues de un domingo lluvioso", "Malas condiciones", "Blues del corazón destrozado", temas que había grabado anteriormente con Manal como "Jugo de tomate", "No hay tiempo de más", "Avenida Rivadavia", temas nuevos compuestos para la ocasión en colaboración con otros artistas "El vuelo de tu falda", "Negro como un blues" y versiones de "Desconfío" de Pappo's Blues, "Rock de la mujer perdida" de Los Gatos, y "Estuve en la tierra" de Coque Malla).
Las sesiones de grabación se realizaron en los distintos estudios de Buenos Aires y Madrid. Se registraron, además de los temas que integran este álbum, los que posteriormente se editarían en Convocatoria II.

## Portada
La tapa del álbum muestra una muchedumbre con los brazos en alto (probablemente el público de algún concierto), y dentro de un globo de texto de colores el título "Claudio Gabis y la selección". En la parte inferior aparece el título del álbum, Convocatoria (sin el n.º 1).

## Lista de canciones
| N.º | Título                                         | Vocalista principal | Duración |  |
| 1.  | «Jugo de tomate (Javier Martínez)»             | Charly García       | 4:54     |  |
| 2.  | «Desconfío (Pappo)»                            | Ricardo Soulé       | 4:23     |  |
| 3.  | «No hay tiempo de más (Javier Martínez)»       | Ricardo Mollo       | 3:43     |  |
| 4.  | «Rock de la mujer perdida (Litto Nebbia)»      | Andrés Calamaro     | 3:19     |  |
| 5.  | «Blues de un domingo lluvioso (Claudio Gabis)» | Alejandro Medina    | 6:55     |  |
| 6.  | «El vuelo de tu falda (Guerra/Gabis)»          | Pedro Guerra        | 4:54     |  |
| 7.  | «Malas condiciones (Claudio Gabis)»            | León Gieco          | 6:53     |  |
| 8.  | «Negro como un blues (Sabina/Stivel/Gabis)»    | Joaquín Sabina      | 3:22     |  |
| 9.  | «Blues del corazón destrozado (Claudio Gabis)» | (instrumental)      | 3:22     |  |
| 10. | «Estuve en la tierra (Coque Malla)»            | Coque Malla         | 4:09     |  |
| 11. | «Avenida Rivadavia (Javier Martínez)»          | Horacio Fontova     | 2:54     |  |

## Créditos
- Claudio Gabis: guitarra eléctrica, coros
- Charly García: voz y teclados
- León Gieco: voz
- Joaquín Sabina: voz
- Andrés Calamaro: voz y teclados
- Ricardo Mollo: voz
- Ricardo Soulé: voz, violín
- Alejandro Medina: voz, coros
- Pedro Guerra: voz
- Horacio Fontova: voz
- Coque Malla: voz
- Ciro Fogliatta: piano, teclados, órgano
- Leo Sujatovich: teclados
- Luis Lozano: teclados
- Marcelo Fuentes: bajo eléctrico
- Pedro Barceló: batería
- Ñaco Goni: armónica
- Jorge Polanuer: saxo tenor
- Miguel Blanco: arreglos de vientos
- Pajarito Zaguri: coros
- Alejo Stivel: coros
- Uki Goñi: coros
- Claudio Kleiman: coros
- Jorge Senno: coros
- Liliana Gallardo: coros
- Josu García: coros
- Alejo Stivel: producción